# Spetsopoula
Spetsopoula (Grieks: Σπετσοπούλα) is een klein eiland, behorende tot de Saronische Eilanden. Letterlijk betekent Spetsopoula "het kleine Spetses". Het ligt dan ook heel dicht bij de kust van zijn tegeneiland Spetses, recht tegenover het in de zomer populaire strand van  Agia Marina. Het eiland, dat lange tijd privébezit is geweest, telt nu (2009) een bescheiden populatie van acht inwoners.